# Fritz Preuss
Fritz Preuss (* 4. Juli 1935 in Berlin) ist ein deutscher Hochschullehrer und Politiker (SPD).

## Leben und Beruf
Nach dem Abitur 1954 in Berlin studierte Preuss Chemie an der Freien Universität Berlin. 1962 erlangte er das Diplom, zwei Jahre später promovierte er und 1969 wurde er habilitiert. Anschließend arbeitete er bei Merck in Darmstadt und war an der Ruhr-Universität Bochum als Dozent tätig. 1971 wurde er als Professor an die neu gegründete Universität Trier-Kaiserslautern berufen und baute 1972 in Kaiserslautern den Fachbereich Chemie mit auf.

## Politik
Preuss trat 1966 der SPD bei und wurde 1972 in den Stadtrat von Bad Dürkheim gewählt, in dem er von 1977 bis 1996 den Vorsitz der SPD-Fraktion innehatte. Von 1979 bis 1998 war er Abgeordneter des rheinland-pfälzischen Landtags. Dort war er von 1987 bis 1991 Landtagsvizepräsident und anschließend bis 1998 stellvertretender Vorsitzender der SPD-Fraktion.

## Ehrungen
1991 wurde Preuss mit der Leibniz-Medaille der Akademie der Wissenschaften und der Literatur Mainz ausgezeichnet.